# KelBillet
KelBillet.com est un site internet qui propose à sa communauté (500 000 membres) une place de marché de revente de billets de train entre particuliers. Ce site, fondé par Yann Raoul en 2005, et édité depuis 2009 par la SAS KelBillet basée à Rennes, s'est progressivement développé autour des services pour voyager moins cher en France et en Europe. Depuis 2011, elle a sorti un nouveau moteur de recherche pour comparer les tarifs les différents moyens de transports en temps réel.

## Services
Les services KelBillet sont accessibles via trois rubriques principales :
- la billetterie Transport : billets de train (neuf et occasion), avion, car, covoiturage
- l'information Transport : horaires de train, actualités, trucs et astuces
- les comparateurs de prix : avion, location de voiture, location de séjour, hôtels

En 2005, KelBillet lance le système de revente de billets de train entre particuliers, basé sur la revente de billets non échangeables et non remboursables,,.
KelBillet revendique en 2011 une base de données de 500 000 voyageurs inscrits en tant que membre du site.

## Société
Créée en 2009, la SARL KelBillet est enregistrée au registre du commerce et des sociétés de Rennes.
En 2010, la société KelBillet s'est transformée en Société par actions simplifiée et a ouvert son capital à des investisseurs financiers, pour un montant de 200 000 euros.